# 維亞濟夫西克-沃季亞涅
48°42′18″N 35°56′49″E / 48.70500°N 35.94694°E
維亞濟夫西克-沃季亞涅（烏克蘭語：В'язівське-Водяне），是烏克蘭的村落，位於該國中部第聶伯羅彼得羅夫斯克州，由日爾伊夫卡區負責管轄，處於小捷爾尼夫卡河畔，海拔高度95米，2001年人口3。